# 後藤家住宅
後藤家住宅（ごとうけじゅうたく）は、鳥取県米子市内町にある歴史的建造物。

## 概要
後藤家は江戸時代初期石見国（いまの島根県）から移住、鳥取藩の海運の中心地米子で代々回船問屋を営んでいた。
明治の初期には北側道路に面した敷地に数多くの蔵や付属建物があったが、現在では主屋と一番蔵、二番蔵、味噌蔵を残すのみとなっている。
主屋は切妻造、本瓦及び桟瓦葺き、一部2階建て。北東の角地に建ち、主屋の東正面と北側面は直接道路に面している。古記録等から正徳4年（1724年）頃の建立とみられるが、その後、増改築を繰り返しており、間取りは複雑になっている。下手（東正面に向かって右側）を広い通りにわ（土間）とし、土間に接する床上部は手前を「みせのま」、奥を「板の間」とする。「みせのま」上手（南側）の突出部には式台付きの「玄関」があり、式台は南に面している。「板の間」上手の突出部は「衣桁の間」「化粧の間」「次の間」「客間」の4室からなる書院座敷で、「次の間」「客間」の西側は縁と土庇をへだてて庭園に面している。「玄関」と書院座敷の中間には「仏間」「通りの間」がある。解体修理時の調査により、玄関部分と書院座敷部分は、後に付加したものであり、しかも、それぞれ当初別の場所にあった建物の一部を、18世紀末頃までに移築したものと推定されている。主屋の背後（西側）には味噌蔵、一番蔵、二番蔵などが建つ。
以下の物件が重要文化財に指定されている。
- 主屋
- 一番蔵
- 二番蔵 - 明和7年（1770年）の棟札あり。
- 土地（主屋南面東方土塀・板塀、主屋南面西方土塀・待合、主屋西方板塀を含む）

以下は附（つけたり）指定
- 味噌蔵
- 棟札
- 家相図

主屋、一番蔵、家相図は昭和49年（1974年）に重要文化財指定。その他は平成5年（1993年）に追加指定された。土地は平成5年に916.71平方メートルが指定された後、平成8年に西側隣地56.23平方メートルが追加指定されている。

## 交通アクセス
JR米子駅より車で5分
米子駅からだんだんバス「天神橋」下車5分